# Адаптация (группа)
«Адапта́ция» — панк-рок-группа из Казахстана, основанная в 1992 году. Основатель, вокалист и бессменный лидер — Ермен «Анти»
Ержанов.

## История
Группа «Адаптация» основана в 1992 году в городе Актюбинске (ныне — Актобе). Автор песен, вокалист и лидер группы — Ермен Ержанов, более известный под сценическим псевдонимом Ермен Анти.
Изначально «Адаптация» была панк-группой. Впоследствии звучание группы изменилось, музыканты экспериментировали с различными жанрами. Но основа осталась прежней — жёсткий гитарный рок. Ермена Анти часто называют продолжателем традиции Егора Летова. Но также манеру игры и исполнения можно сравнить с группами «Красные звёзды», «Банда четырёх» и «Соломенные еноты». Что, в частности, обусловлено общностью тем и интересов музыкантов этих коллективов а так же благодаря творческому и дружескому общению между ними.
Во второй половине 90-х «Адаптация» получила известность за пределами Актюбинска и начала регулярно ездить на гастроли: сперва в близлежащие города, а потом и в Москву.
В 2000-х «Адаптация» записала самые известные свои пластинки («Так горит степь», «Джут», «Песни любви и протеста» и др.) и превратилась в одну из самых гастролирующих андеграундных команд. «Адаптация» сыграла множество концертов, объездила весь бывший Советский Союз, совершила несколько туров по Западной Европе.
С 2014 года деятельность группы была перенесена в Санкт-Петербург. В связи с переездом сменился и состав группы. К ней присоединились такие музыканты, как Вадим Курылёв (ex-ДДТ, Электрические партизаны) и Михаил Нефёдов (ex-Алиса), что фактически сделало «Адаптацию» супергруппой (в записи альбома Цинга также принял участие Сергей Летов).
20 марта 2016 года Ермен вместе с Вадимом Курылёвым выступает с концертной программой «Остановите войну» в Донецке.
2 апреля 2018 года на официальном сайте группы появилась информация о запуске краудфандинговой кампании по сбору средств на новый альбом. Ранее подобный сбор средств проводился в 2014 году для альбома «Цинга». Средства были собраны 4 сентября того же года.
В ноябре 2018 года Ермен Анти попадает в базу данных украинского сайта «Миротворец» за то, что выступал на Донбассе.
5 марта 2019 года был выпущен альбом «Оруэлл». В начале января 2019 года в интервью Ермен заявил, что группа прекращает существование и сыграет последний в своей истории концерт в мае. Музыкальный журналист Алексей Коблов написал в рецензии на этот альбом «„Оруэлл“ изначально не должен был стать последним в дискографии группы, во всяком случае, он таким не планировался. А песни и вовсе сочинялись за довольно долгий период времени, по ходу которого ни о каком финале речи не было. Но в итоге кода получилась более чем убедительная».
В 2020 году компания «Выргород» издала альбом на виниловых пластинках лимитированным тиражом в 100 экземпляров.
1 января 2022 года Ермен Анти объявил о серии концертов, приуроченных к 30-летию группы. Состоялось три концерта, в Караганды, Актобе, Алматы.
6 марта 2022 года Ермен Анти объявил об отмене концертов в России в связи с вторжением России на Украину, осудив российскую агрессию и «захватническую политику Кремля» .
19 марта 2024 года, в тридцать вторую годовщину первого концерта группы, на сайте Адаптации были анонсированы апрельские концерты в рамках реюнион-тура в честь пятилетия выхода альбома "Оруэлл". Реюнион-тур продолжился концертами в Европе осенью, в составе Адаптации гастролирует новый гитарист - Булат Аймурзин.

## Критика
Музыкальные критики отмечали присущие песням Ермена Анти «балладную распевность, психоделическую тягучесть и традиционную рок-н-ролльную ритмичность» и высокое литературное качество текстов. «Адаптация» признаётся одной из лучших панк-групп своего поколения. Неоднократно удостаивалась высоких оценок в профессиональной музыкальной прессе. 
«…Лучшая панк-группа, которую я слушал из наших за последние годы, это, пожалуй, группа русскоязычная, но из Казахстана — это группа „Адаптация“. Вот у них есть такой альбом — он называется „Парашют Александра Башлачёва“ — это замечательная пластинка. И ещё я слышал какие-то их записи. Вот это да, вот тут я могу сказать — шапки прочь».

Артемий Троицкий

## Состав

### Текущий состав
- Ермен «Анти» Ержанов — автор песен, вокал, бас, гитара (1992—2019, 2022, с 2024)
- Артем Осипов — ударные (2012—2014, с 2025)
- Болат Аймурзин — гитара (с 2024)

### Бывшие участники
- Илья Гончаров — баян (1992)
- Валерий (Kurz) Коваленко — ударные (1991, 1992); эмигрировал в Германию
- Сергей Шульгин — гитара, бас-гитара (1992, 1997)
- Виктор Лебзак — ударные (1992, 1994)
- Александр «Шиза» Шикарев — гитара, бас-гитара (1992—2007, c перерывами, 2022)
- Виталий Ширко — баян, клавиши (1992—1993, 2008—2009)
- Серик Махметов — бас-гитара (1992—1993)
- Сергей Щанкин — ударные (1992, 1997—2003) (умер 4 декабря 2012 года, 1970—2012[25])
- Евгений «Корней» Корнийко[26] — бас-гитара, бэк-вокал (1993—1994) (погиб 2 августа 2011 года, 1978—2011[27])
- Анвар Акчурин — ударные (1993)
- Олег «Мясо» Панченко — гитара (1995—2004, с перерывами)
- Хамит Фаттахов — бас-гитара (1995)
- Андрей «Гавр» Малозёмов — ударные, бас, гитара (1995—1997) (В феврале 2001 года покончил жизнь самоубийством)
- Алексей Казаченко — бас-гитара (1996—1997)
- Николай Вдовиченко — бас-гитара, бэк-вокал (1997—2007)
- Владимир Белканов — клавиши (1999—2004)
- Сергей Печуев — ударные (2003—2007, 2011—2012)
- Вячеслав Голубев — клавиши, звукорежиссёр.(2005—2006, 2009)
- Андрей Ненашев — бас-гитара (2007—2011)
- Игорь Кулагин — гитара (2007—2008, 2010—2011)
- Кнатько Алексей — бас (сессионно 2010—2011)
- Алексей Гатилов — бас-гитара (2011—2013)
- Олег Горбенко — гитара (2011—2014)
- Юрий Ишков — бас-гитара (2013—2014)
- Вадим Курылёв — гитара (сессионно 2009, 2011, постоянный участник с 2014-2019)
- Рустам Мажидов — бас-гитара (2014, 2015—2016)
- Михаил Нефёдов — ударные (2015—2017)
- Павел Борисов — бас (сессионно в 2016, 2017—2019, 2022)
- Сергей Буренков — бас (2015, 2019)
- Сергей Летов — духовые (сессионно в 2015, 2019)
- Ибрагим Джанибеков — ударные (2003—2004, 2007—2011, сессионно 2014—2017, 2017—2019, 2022, 2024—2025)

## Дискография

### Адаптация

#### Студийные альбомы
- 1995 — Парашют Александра Башлачёва

- 1997 — Колесо истории[28]
- 1998 — На нелегальном положении[29]
- 2001 — Джут[30]
- 2003 — За измену Родине[31]
- 2005 — Уносимся прочь[32]
- 2005 — Так горит степь[33]
- 2008 — Время убийц[34]
- 2011 — No pasaran![35]
- 2013 — Пластилин
- 2013 — Передвижные Хиросимы (трибьют группе «Передвижные Хиросимы»)
- 2015 — Цинга[1][36][37][38][39][40][41]
- 2019 — Оруэлл[14][42]
- [43]2022 — ЕРМЕН АНТИ & «ART CHAOS COMMUNITY» – «ГРУЗ 2022» (ЕР)
- 2023 — ЧЁРНЫЙ КАРНАВАЛ
- 2025 — Массаракш

Сборники:
2009 — Песни любви и протеста (сборник перезаписанных песен, 1 новая песня)
2017 — Radio Resistance (сборник перезаписанных песен)
2017 — Олдскул

#### Концертные альбомы
- 2000 — Безвременье[45]

#### Сплит-альбомы
- 2003 — Punk rock du Kazakhstan (сплит-альбом с проектом «Бищара Балдар»)

#### Мини-альбомы
- 2014 — Остановите войну

#### Специальные издания, выпущенные к 20-летию группы
- 2012 — Запахи детства (бутлег)[46] (записан в 1997)
- 2012 — Анархия в Бишкеке (концертный альбом)
- 2012 — Made in France (переиздание сплит-альбома с проектом «Бищара Балдар»)
- 2012 — Сазда собачья (альбом группы «Мракобесы весны»)
- 2012 — Зона бесконечного конфликта (концертный альбом Ермена Анти)

#### Синглы
- 2015 — Сбитые летчики
- 2015 — Так горит степь-2015

#### Видеоальбомы
- 2004 — Хроника безвременья (DVD)
- 2010 — 25 лет «Гражданской Обороне». Концерт-посвящение (DVD; совместно с гр. «Разные люди», «Кузьма и Виртуозы», «Машнин в ГрОбу»)

### Ермен Анти

#### Студийные альбомы
- 1995 — Парашют Александра Башлачёва
- 2022 — ЕРМЕН АНТИ & «ART CHAOS COMMUNITY» – «ГРУЗ 2022» (ЕР)
- 2023 — ЧЁРНЫЙ КАРНАВАЛ

#### Синглы
- 2016 — Бурлаки и добровольцы
- 2017 — В поисках сюжета
- 2022 — МОБИЛИЗАЦИОННЫЙ ВАЛЬС
- 2022 — ГОНИМАЯ СТРАСТЬЮ И БЛЕСКОМ ОГНЕЙ (COVER «ЗАЗЕРКАЛЬЕ»)
- 2023 — ЕРМЕН АНТИ & 2-Й СОРТ «ПЛЕН»

3F Project
2016 — Археология геополитики (концертный альбом; совместно с Вадимом Курылёвым и Сергеем Летовым)